# Idriss Déby
Idriss Déby (Fada, 18 de junio de 1952-Región de Tibesti, 20 de abril de 2021) fue un militar y político chadiano. Ejerció el cargo de presidente de Chad desde 1990 hasta su muerte en combate en 2021, también fue líder histórico del Movimiento de Salvación Patriótica.Su mandato de más de 30 años lo convierte en el presidente más longevo de Chad.
Déby era miembro del clan Bidayat de la etnia Zaghawa. Comandante de alto rango del ejército del presidente Hissène Habré durante la década de 1980, Déby desempeñó un papel importante en la Guerra del Toyota, que condujo a la victoria de Chad durante el conflicto libio-chadiano. Más tarde fue purgado por Habré después de ser sospechoso de planear un golpe de Estado, y se vio obligado a exiliarse en Libia. Llegó al poder al liderar un golpe de Estado contra Habré en diciembre de 1990. A pesar de introducir un sistema multipartidista en 1992 después de varias décadas de gobierno unipartidista bajo sus predecesores, a lo largo de su presidencia, su Movimiento Patriótico de Salvación fue el partido dominante. Déby ganó las elecciones presidenciales en 1996 y 2001, y después de que se eliminaron los límites de mandato, volvió a ganar en 2006, 2011, 2016 y 2021.
Durante la segunda guerra del Congo, Déby ordenó brevemente una intervención militar del lado del gobierno congoleño, pero pronto se retiró cuando sus fuerzas fueron acusadas de saqueo y abusos contra los derechos humanos. A principios de la década de 2000, se descubrió petróleo en Chad y Déby hizo de la producción de petróleo la fuerza motriz de la economía del país. Sobrevivió a varias rebeliones e intentos de golpe de Estado contra su propio gobierno, incluida una rebelión liderada por su exministro de Defensa Youssouf Togoïmi de 1998 a 2002, así como una guerra civil de 2005 a 2010 provocada por la crisis de refugiados de la guerra de Darfur en el vecino Sudán.
En abril de 2021, FACT inició la ofensiva en el norte de Chad; Déby fue herido el 19 de abril mientras comandaba las tropas en el frente que luchaban contra los militantes y murió el 20 de abril.

## Biografía

### Primeros años
Inició su carrera militar en la Escuela de Oficiales de Yamena, continuando en Francia, donde se graduó en 1976 como piloto de combate.
Comenzó como General en la Guerra Civil de Chad. En 1990, las tropas de Déby se enfrentaron con las tropas del expresidente Hissène Habré, hasta que el 2 de diciembre ocuparon la capital del país, haciéndose del gobierno y nombrando a Déby nuevo presidente.
Después de tres meses de ejercer un gobierno provisional, el 28 de febrero de 1991 fue aprobada una constitución multipartidaria.
A partir de 1993, Déby convocó una conferencia nacional a los partidos políticos, distintas organizaciones y grupos rebeldes para iniciar un camino y recomponer la democracia en el país, creando el Alto Consejo de Transición, que estaría dirigido por él, y cuyo objetivo era dirigir el país hasta la celebración de las elecciones.

### Presidencia

#### Primeros mandatos
En 1996 fue elegido presidente en unas elecciones democráticas con mayoría de votos, y reelegido en 2001.
En 2007, el secuestro de ciento tres niños en la ciudad de Abéché por parte de miembros de la ONG francesa Arch de Zoé causó un enfrentamiento diplomático entre su gobierno y los de España y Francia que se resolvió a las pocas semanas. Defensores de los derechos humanos, movimientos ciudadanos, sindicalistas y periodistas críticos con el gobierno corren peligro ante el uso creciente por parte del gobierno de leyes represivas y de los servicios de inteligencia para amordazar a sus críticos y obstaculizar su trabajo, según constató Amnistía Internacional. En 2016 el Banco Mundial da un préstamo de 222 millones de dólares para un proyecto considerado polémico para bombear petróleo en Chad y enviarlo por tubería a Camerún.
En febrero de 2008 la oposición rebelde consiguió recluirle en su palacio presidencial durante la Segunda batalla de Yamena del conflicto del Chad.

#### Cuarto mandato
Su partido obtuvo 133 de 188 escaños en las elecciones legislativas del 13 de febrero de 2011.
El 25 de abril de 2011, fue reelegido para un cuarto mandato en la primera vuelta de las elecciones presidenciales por el 88,7% de los votos, contra Albert Pahimi Padacké (6%) y Madou Nadji (5,3%). Los principales opositores habían decidido boicotear la elección, impugnando las condiciones en las que se desarrollarían las elecciones y denunciando una «mascarada electoral». La participación es del 64,2% según la comisión electoral, pero los opositores también expresan dudas sobre la verdadera tasa de participación, que estiman en 20%.
Se opone a la intervención militar occidental durante la guerra civil libia de 2011, una posición que muchos medios describieron entonces como apoyo al general Muamar el Gadafi, algunos afirmaban que habría enviado elementos de la guardia. Por su parte, declaró que quería que el dictador libio dejara el poder, pero con suavidad y no tras una intervención armada que, según él, «dejará huellas».
En mayo de 2012, Idriss Déby lanzó una vasta operación anticorrupción en el país, denominada “Operación Cobra”. El Estado pierde entonces una cantidad estimada en 300.000 millones de francos CFA (o 460 millones de euros) al año debido a la malversación de fondos públicos. El objetivo era asegurar los circuitos de ingresos y gastos y controlar los procedimientos de preparación, adjudicación y ejecución de los contratos públicos. Después de un año y 23 misiones de inspección realizadas en Yamena y 22 en las provincias, se han recuperado alrededor de 25.000 millones de francos CFA.
En enero de 2013, Chad envió tropas al norte de Malí para participar en la Operación Serval. Idriss Déby luego describió lo que está sucediendo en el norte de Malí como consecuencia de «la dislocación de Libia» y la «difusión de su arsenal». Esta acción en Malí, o en la República Centroafricana y Nigeria contra Boko Haram, le valió a Idriss Déby un fuerte apoyo de Francia y Estados Unidos.
Durante este mandato, Idriss Déby lanzó una importante diversificación económica, siendo la economía del país hasta entonces basada principalmente en la industria petrolera. Si bien Chad era uno de los países menos adelantados (PMA) del continente africano en 2001, en 2015 ocupó el tercer lugar en el Índice de Desempeño de África (API), una herramienta para calificar y clasificar las instituciones del sector público en África.
Idriss Déby soltó este mismo año 4,57 millones de euros para ayudar a la región del lago Chad, plagada de desertificación y fértil para el desarrollo de grupos terroristas como Boko Haram. Siendo Chad un objetivo estratégico para Boko Haram, Idriss Déby vuelve parte de su política de este mandato hacia la lucha contra el terrorismo.
Frente a la creciente amenaza de Boko Haram, un grupo terrorista unido al Estado Islámico en el norte de Nigeria, Idriss Deby incrementa la participación de Chad en la Multinational Joint Task Force (MNJTF), una fuerza armada compuesta por Níger, Nigeria, Benín y Camerún. En agosto de 2015, Idriss Déby declaró sobre este tema en una entrevista que el MNJTF "decapitó" a Boko Haram.
El 1 de diciembre de 2015, con motivo de la cumbre «Reto climático y soluciones africanas» al margen de la Conferencia Climática de París (COP 21), Idriss Déby alertó a la comunidad internacional sobre la necesidad de financiación para el futuro del lago Chad, cuya superficie se había dividido por ocho desde 1973: «La cuestión del lago Chad es antigua. En todas las reuniones sobre el clima durante 20 años, este tema se ha planteado desde Copenhague, Río y hoy París. No estoy seguro de que hasta hoy hayamos encontrado oídos, al menos acciones concretas».

## Asesinato
Falleció en el norte de Chad el 20 de abril de 2021 mientras comandaba las tropas que combatían al grupo rebelde Frente para la Alternancia y la Concordia en Chad (FACT). El día anterior se había confirmado su victoria en las elecciones del 11 de abril, que habría dado paso a su sexto mandato.
| Predecesor: Él mismo      | Presidente de la República de Chad 1991-2021                                          | Sucesor: Mahamat Déby Itno (Presidente del Consejo Militar de Transición) |
| Predecesor: Hissène Habré | Jefe de Estado de la República de Chad (Presidente del Consejo de Estado) 1990 - 1991 | Sucesor: Él mismo                                                         |